# Balabalaganinseln
Die indonesischen Balabalaganinseln oder Kleinen Paternosterinseln (indonesisch Kepulauan Bala-Balakang, Balabalakang, Gugus Pulau Ambo) befinden sich in der Straße von Makassar zwischen Borneo (Kalimantan) und Sulawesi (Celebes). Sie gehören zur Provinz Westsulawesi (Sulawesi Barat).

## Geographie
Die kleinen Inseln bilden einen Distrikt (Kecamatan) des Regierungsbezirks Mamuju (Kabupaten Mamuju). Der Distrikt wurde 2010 von Simboro abgetrennt. Der Distrikt Kepulauan Bala-Balakang teilt sich in die drei administrativen Dörfer Kepulauan Bala-Balakang (der Hauptort), Bala-balakang Timur und Popoongan.
Die Inseln bestehen aus Korallen und Korallensand. Eine Quelle aus dem 19. Jahrhundert berichtet von Inseln, die dicht bewaldet seien. Weiter heißt es hier, dass die Kanäle zwischen den Inselchen schwierig zu befahren, dafür aber fischreich seien, was die heimischen Bajau nützten.
Hauptinsel ist Ambo (Pulau Ambo), etwa 202 Kilometer von Mamuju auf Sulawesi. Weitere Inseln sind Anak Malamber, Labia, Malamber, Popoongan (Popo’ongan, Popoongang), Sabakkatang, Saboyang (Saboeang), Salingsingan, Salissingang, Samataha, Seloang und Tappilagang. Die Inseln werden auch als Inselgruppen bezeichnet, da sie nicht kompakt sind. So teilt sich Ambo in Nord- und Süd-Ambo.
Eine Süßwasserquelle gibt es nur auf Saboyang, sonst sind die Bewohner auf Regenwasser zur Versorgung angewiesen.

## Einwohner
2015 zählte man 2.611 Menschen auf den Inseln, von denen einige unbewohnt sind. Die Einwohner sind vor allem Mandar, daneben gibt es Minderheiten von Makassaren, Nordmolukken und Bajau. Die Einwohner von Salingsingang stammen aus dem Regierungsbezirk Majene und sind erst Anfang des 20. Jahrhunderts eingewandert, während Ambo schon seit langem als Stützpunkt von Mandar-Fischern genutzt wird.

## Wirtschaft und Verkehr
Menschen leben vom Fischfang, wobei es wegen illegalem Dynamitfischen immer wieder zu Konflikten kommt. Tappilagang, dass abseits der anderen Inseln im Norden liegt, wird oft von den Dynamitfischern als Stützpunkt verwendet. Die Inseln werden von Booten aus Mamuju und Balikpapan (auf Borneo) angelaufen. Vor allem Salissingang und Sabakkatang, die näher an Borneo als an Sulawesi liegen, erhalten Dinge des alltäglichen Bedarfs aus Balikpapan.
Erdölvorkommen sind bekannt.
Seit 2014 verfügt Ambo über eine Solaranlage zur Stromversorgung für etwa 100 Familien in den Dörfern Nord- und Süd-Ambo.